# Gekko badenii
Gekko badenii är en ödleart som beskrevs av  V.P. Shcherbak och Nekrasova 1994. Gekko badenii ingår i släktet Gekko och familjen geckoödlor. IUCN kategoriserar arten globalt som otillräckligt studerad. Inga underarter finns listade i Catalogue of Life.
Arten är bara känd från två områden i centrala och södra Vietnam. Den har troligtvis skogar som habitat. Arten lever i låglandet och i bergstrakter upp till 985 meter över havet. Utbredningsområdet är klippigt.
Flera exemplar fångas för köttets skull och andra individer säljs som sällskapsdjur. Utbredningsområdet är uppskattningsvis 4 000 km² stort. IUCN listar arten som starkt hotad (EN).